# Nicollette Sheridan
Nicollette Sheridan (Worthing, 21 de novembre de 1963) és una actriu anglesa que fou nominada al Globus d'Or. Entre les pel·lícules més destacades en les quals ha aparegut trobem Sure Thing (1985), Noises Off (1992), Spy Hard (1996) i Beverly Hills Ninja (1997). En l'àmbit televisiu, els seus papers més reconeguts foren com Paige Matheson en la telenovel·la de la CBS Knots Landing (1986–1993), com Edie Britt en la comèdia dramàtica d'ABC Desperate Housewives (2004–2009) i com Alexis Carrington en el melodrama de The CW Dynasty (2018-2019).

## Biografia

### Joventut
És filla de l'actriu i cantant Sally Sheridan, també coneguda com a Sally Adams. Contràriament al que algunes persones pensen, Sally no és filla de l'actriu Dinah Sheridan, per tant, Dinah i Nicollette no estan emparentades.
El seu pare biològic mai ha estat identificat públicament. Sheridan considera a l'exparella de la seva mare, l'actor Telly Savalas, el seu pare, el fill del qual, Nick Savalas, és el germanastre de Nicollette.
Va anar a l'escola a Millfield, Somerset, al sud d'Anglaterra.

### Carrera
Nascuda a Anglaterra i criada entre Londres i Los Angeles, Nicollette Sheridan és potser més coneguda per representar a la bella, poderosa i manipuladora Paige Matheson de la telenovel·la Knots Landing, que va durar molt de temps en emissió.
Una de les seves primeres actuacions fílmiques fou en la reeixida comèdia del director Rob Reiner The Sure Thing (1985). En aquesta pel·lícula, Sheridan representa l'objecte de la cerca que John Cusack fa per tot el país per a aconseguir “la cosa segura”. A part de Knots Landing, ha actuat en minisèries i films per a televisió, com Lucky/Chances, Indictment: The McMartin Trial, The People Next Door, The Spiral Staircase i Dead Husbands.
També va actuar en les pel·lícules còmiques Noises Off (1992), amb Michael Caine i Carol Burnett; Spy Hard, com l'agent 3,14 al costat de Leslie Nielsen; i Beverly Hills Ninja, amb Chris Farley i Chris Rock.
Va treballar en la reeixida sèrie estatunidenca Desperate Housewives des de 2004 a 2009, en el paper d'Edie Britt, dona de molts divorcis, les conquestes romàntiques de la qual són un escàndol en el tranquil veïnat de Wisteria Lane.
L'actriu va abandonar la sèrie al final de la cinquena temporada, amb la mort del seu personatge en un tràgic accident, després d'evitar un pla d'assassinat ideat pel seu nou marit Dave Williams.
Malgrat això, el personatge de Sheridan ja havia deixat de formar part del programa anteriorment. En la quarta temporada havia estat expulsada pels altres personatges de Wisteria Lane, però va tornar quan el programa va fer un salt a cinc anys en el futur durant la tardor de 2008. Es va revelar que Sheridan va abandonar la sèrie després d'haver estat acomiadada, la qual cosa ella va atribuir a una represàlia després d'haver acusat d'agressió al creador de la sèrie, Marc Cherry.
Quan tenia 40 anys, Sheridan va aparèixer en la telenovel·la estatunidenca Knots Landing (California a Espanya), derivada de Dallas.
L'any 2018 fou contractada per The CW per actuar a la sèrie Dynasty, readaptació de la sèrie del mateix nom de 1981, on encarnava a Alexis Carrington, tot integrant-se en l'últim tram de la primera temporada. Malgrat això, l'any 2019, a mitjans de la segona temporada, l'actriu renuncia a la sèrie per motius personals, concretament per cuidar i passar temps amb la seva mare que estava greument malalta.

### Vida personal
Des de 1979 a 1985, Sheridan va mantenir un romanç amb el seu ídol Leif Garrett. Van començar a sortir quan ella tenia 15 anys, i van conviure a la casa de Leif fins que van complir la majoria d'edat. Com a adulta, Sheridan es va involucrar en un intent fallit per a curar a Garrett de la seva addicció a les drogues.
Sheridan va estar casada amb l'actor Harry Hamlin des del 7 de setembre de 1991 fins a 1993. Gràcies al fet que el matrimoni va durar exactament dos anys, que és la quantitat de temps requerida als Estats Units per a rebre la ciutadania com a espòs o esposa d'un ciutadà estatunidenc, es rumorejava que el matrimoni tenia aquest objectiu. Tanmateix, això és improbable, perquè ella i el seu germà Nick Savalas amb l'ajuda de la cadena CBS, podien tramitar qualsevol visa que necessitessin, sense que ella hagués de recórrer a un matrimoni fals.
De gener a octubre de 2005, Sheridan va estar compromesa amb l'actor suec Nicklas Soderblom. Després de la seva separació, Sheridan va tornar amb la seva exparella Michael Bolton, amb qui va estar compromesa des de març de 2006 fins al mes d'agost de 2008.

## Filmografia
- The Sure Thing (1985)
- Noises Off (1992)
- Spy Hard (1996)
- People Next Door (1996)
- Beverly Hills Ninja (1997)
- I Woke Up Early the Day I Died (1998)
- Raw Nerve (1999)
- .com for Murder (2002)
- Tarzán i Jane (2002)
- Lost Treasure (2003)
- Deadly Visions (2004)
- Desperate Housewives (2004-2009)
- Code Name: The Cleaner (2007)
- All Yours (2016)
- Dynasty (2018-2019)